# 末恆車站
末恆車站（日语：／ Suetsune eki */?）是一由西日本旅客鐵道（JR西日本）所經營的鐵路車站，位於日本鳥取縣鳥取市伏野町，是JR西日本山陰本線沿線一個無人小站，屬於中國統括本部所管轄的範圍。

## 車站結構
對向式月台2面2線，可進行列車交會的地面車站。

### 月台配置
| 月台 | 路線     | 方向 | 目的地         |
| ---- | -------- | ---- | -------------- |
| 1    | 山陰本線 | 上行 | 鳥取、濱坂方向 |
| 2    | 山陰本線 | 下行 | 倉吉、米子方向 |

## 相鄰車站
※快速「鳥取Liner」（下行半數以上，上行平日1班，周末、假日2班停靠）的相鄰停車站參見列車條目。
西日本旅客鐵道
 山陰本線
鳥取大學前－末恒－寶木